# Cèl·lula de Hadley

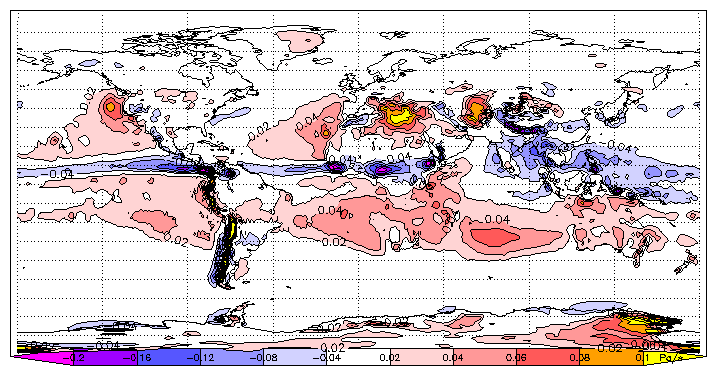
Velocitat vertical mitjana (en pascals per segon) a l'altura de pressió de 500 hPa al juliol del 1979 al 2001. L'ascens (valors negatius) es concentra prop de l'equador solar mentre que el descens (valors positius) és més difús; la seva distribució és una empremta de les branques ascendents i descendents de la circulació de Hadley

La cèl·lula de Hadley, també coneguda com a circulació de Hadley, és una circulació atmosfèrica tropical a escala global que presenta aire que s'eleva prop de l'equador, flueix cap als pols prop de la tropopausa a una altura de 12 a 15 km per sobre de la superfície de la Terra, refredant-se i baixant als subtròpics al voltant dels 25 graus de latitud, i després tornant cap a l'equador prop de la superfície.
És una circulació tèrmicament directa dins de la troposfera que sorgeix a causa de les diferències d'insolació i escalfament entre els tròpics i els subtròpics. En una mitjana anual, la circulació es caracteritza per una cèl·lula de circulació a cada costat de l'equador. La cèl·lula de Hadley de l'hemisferi sud és lleugerament més forta de mitjana que la seva contrapart nord, s'estén lleugerament més enllà de l'equador fins a l'hemisferi nord. Durant els mesos d'estiu i d'hivern, la circulació de Hadley està dominada per una única cèl·lula transequatorial amb aire que puja a l'hemisferi d'estiu i s'enfonsa a l'hemisferi d'hivern. Es poden produir circulacions anàlogues en atmosferes extraterrestres, com ara Venus i Mart.
El clima global està molt influenciat per l'estructura i el comportament de la circulació de Hadley. Els vents alisis predominants són una manifestació de les branques inferiors de la circulació de Hadley, convergent aire i humitat als tròpics per formar la Zona de convergència intertropical (ITCZ) on es troben les pluges més intenses de la Terra. Els canvis a l'ITCZ associats a la variabilitat estacional de la circulació de Hadley causen monsons. Les branques que s'enfonsen de les cèl·lules de Hadley donen lloc a les dorsals subtropicals oceàniques i suprimeixen les pluges; molts dels deserts i regions àrides de la Terra es troben als subtròpics coincidint amb la posició de les branques que s'enfonsen. La circulació de Hadley també és un mecanisme clau per al transport meridional de calor, moment angular i humitat, contribuint al corrent en jet subtropical, als tròpics humits i mantenint un equilibri tèrmic global.
La circulació de Hadley rep el nom de George Hadley, que l'any 1735 va postular l'existència de cèl·lules de circulació que abasten l'hemisferi impulsades per diferències d'escalfament per explicar els vents alisis. Més tard, altres científics van desenvolupar arguments similars o van criticar la teoria qualitativa de Hadley, proporcionant explicacions i formalisme més rigoroses. L'existència d'una àmplia circulació meridional del tipus suggerit per Hadley es va confirmar a mitjans del segle xx quan es van disposar d'observacions rutinàries de la troposfera superior mitjançant radiosondes. Les observacions i la modelització climàtica indiquen que la circulació de Hadley s'ha expandit cap als pols des d'almenys la dècada del 1980 com a conseqüència del canvi climàtic, amb una intensificació acompanyada però menys certa de la circulació; aquests canvis s'han associat amb tendències en els patrons meteorològics regionals. Les projeccions del model suggereixen que la circulació s'ampliarà i es debilitarà al llarg del segle xxi a causa del canvi climàtic.

## Mecanisme i característiques

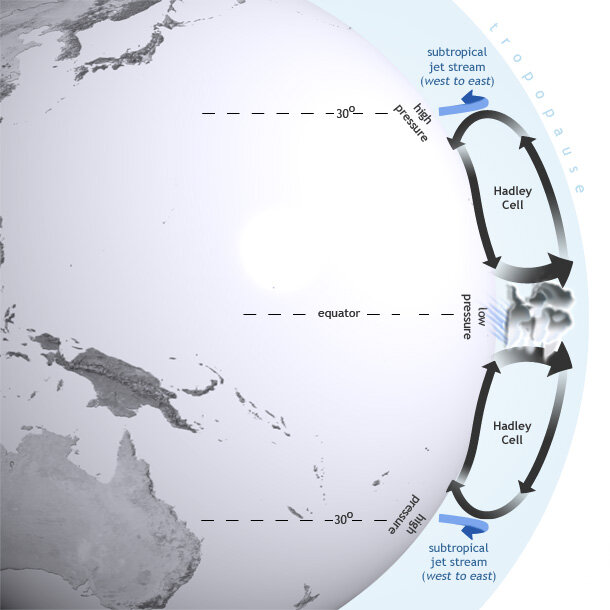
De mitjana, la circulació de Hadley es compon de dues cèl·lules als hemisferis nord i sud que circulen l'aire dins dels tròpics

La circulació de Hadley descriu l'ample, tèrmicament directe i el gir meridional de l'aire dins de la troposfera a les latituds baixes. Dins de la circulació atmosfèrica global, el flux meridional d'aire promediat al llarg de les línies de latitud s'organitza en circulacions de moviments ascendents i descendents juntament amb el moviment de l'aire cap a l'equador o cap al pol anomenades «cèl·lules meridionals». Aquestes inclouen les destacades «cèl·lules de Hadley» centrades sobre els tròpics i les «cèl·lules de Ferrell» més febles centrades a les latituds mitjanes.
Les cèl·lules de Hadley resulten del contrast de la insolació entre les regions equatorials càlides i les regions subtropicals més fredes. L'escalfament desigual de la superfície de la Terra dóna lloc a regions d'aire ascendent i descendent. Al llarg d'un any, les regions equatorials absorbeixen més radiació del Sol de la que irradien. A latituds més altes, la Terra emet més radiació de la que rep del Sol. Sense un mecanisme per intercanviar calor meridionalment, les regions equatorials s'escalfarien i les latituds més altes es refredarien progressivament en desequilibri. L'ampli ascens i descens de l'aire produeix una força de gradient de pressió que impulsa la circulació de Hadley i altres fluxos a gran escala tant a l'atmosfera com a l'oceà, distribuint la calor i mantenint un equilibri tèrmic global a llarg termini i subestacional.
La circulació de Hadley cobreix gairebé la meitat de la superfície terrestre, abastant aproximadament des del tròpic de Càncer fins al tròpic de Capricorn. Verticalment, la circulació ocupa tota la profunditat de la troposfera. Les cèl·lules de Hadley que comprenen la circulació consisteixen en aire transportat cap a l'equador pels vents alisis de la troposfera inferior que ascendeix quan s'escalfa prop de l'equador, juntament amb l'aire que es mou cap als pols a la troposfera superior. L'aire que es mou cap als tròpics es refreda i després s'enfonsa abans de tornar cap a l'equador cap als tròpics; la posició de l'aire que s'enfonsa associat a la cèl·lula de Hadley s'utilitza sovint com a mesura de l'amplada meridional dels tròpics globals. El retorn de l'aire cap a l'equador i la forta influència de la calefacció fan que la cèl·lula Hadley sigui una circulació tancada i impulsada tèrmicament. A causa de l'elevació de l'aire prop de l'equador i de l'enfonsament de l'aire a latituds més altes, es desenvolupa un gradient de pressió prop de la superfície amb pressions més baixes prop de l'equador i pressions més altes als subtròpics; això proporciona la força motriu per al flux cap a l'equador a la troposfera inferior. No obstant això, l'alliberament de calor latent associada a la condensació als tròpics també relaxa la disminució de la pressió amb l'alçada, donant lloc a pressions més altes als tròpics en comparació amb els subtròpics per a una alçada determinada a la troposfera superior; aquest gradient de pressió és més fort que el seu homòleg proper a la superfície i proporciona la força motriu per al flux cap als pols a la troposfera superior. Les cèl·lules de Hadley s'identifiquen amb més freqüència mitjançant la funció de corrent mitjana zonal i ponderada en massa dels vents meridionals, però també es poden identificar mitjançant altres paràmetres físics mesurables o derivables, com ara el potencial de velocitat o el component vertical del vent a un nivell de pressió particular.
Donada la latitud {\displaystyle \phi } i el nivell de pressió {\displaystyle p}, la funció del corrent de Stokes que caracteritza la circulació de Hadley ve donada per
{\displaystyle \psi (\phi ,p)={\frac {2\pi a\cos \phi }{g}}\int _{0}^{p}[v(\phi ,p)]\,dp}
on {\displaystyle a} és el radi de la Terra, {\displaystyle g} és l'acceleració deguda a la gravetat de la Terra, i {\displaystyle [v(\phi ,p)]} és el vent meridional mitjà zonal a la latitud i el nivell de pressió prescrits. El valor de {\displaystyle \psi } proporciona el flux de massa meridional integrat entre el nivell de pressió especificat i la part superior de l'atmosfera terrestre, amb valors positius que indiquen el transport de massa cap al nord. La força de les cèl·lules de Hadley es pot quantificar en funció de {\displaystyle \psi } incloent els valors màxims i mínims o mitjanes de la funció del corrent tant en general com a diferents nivells de pressió. La intensitat de les cèl·lules de Hadley també es pot avaluar utilitzant altres magnituds físiques com el potencial de velocitat, la component vertical del vent, el transport de vapor d'aigua o l'energia total de la circulació.

### Estructura i components
L'estructura de la circulació de Hadley i els seus components es pot inferir mitjançant gràfics de mitjanes zonals i temporals dels vents globals a tota la troposfera. A escales de temps més curtes, els sistemes meteorològics individuals pertorben el flux del vent. Tot i que l'estructura de la circulació de Hadley varia estacionalment, quan els vents es fan una mitjana anual (des d'una perspectiva euleriana), la circulació de Hadley és aproximadament simètrica i es compon de dues cèl·lules de Hadley similars amb una a cadascun dels hemisferis nord i sud, que comparteixen una regió comuna d'aire ascendent prop de l'equador; tanmateix, la cèl·lula de Hadley de l'hemisferi sud és més forta. Els vents associats a la circulació mitjana anual de Hadley són de l'ordre de 5 m/s (18 km/h). Tanmateix, quan es fa la mitjana dels moviments de les parcel·les d'aire en oposició als vents en llocs fixos (una perspectiva lagrangiana), la circulació de Hadley es manifesta com una circulació més àmplia que s'estén més cap als pols. Cada cèl·lula de Hadley es pot descriure per quatre branques primàries del flux d'aire dins dels tròpics:
- Una branca inferior cap a l'equador dins de la capa límit planetària.
- Una branca ascendent prop de l'equador.
- Una branca superior cap als pols a la troposfera superior.
- Una branca descendent als subtròpics.

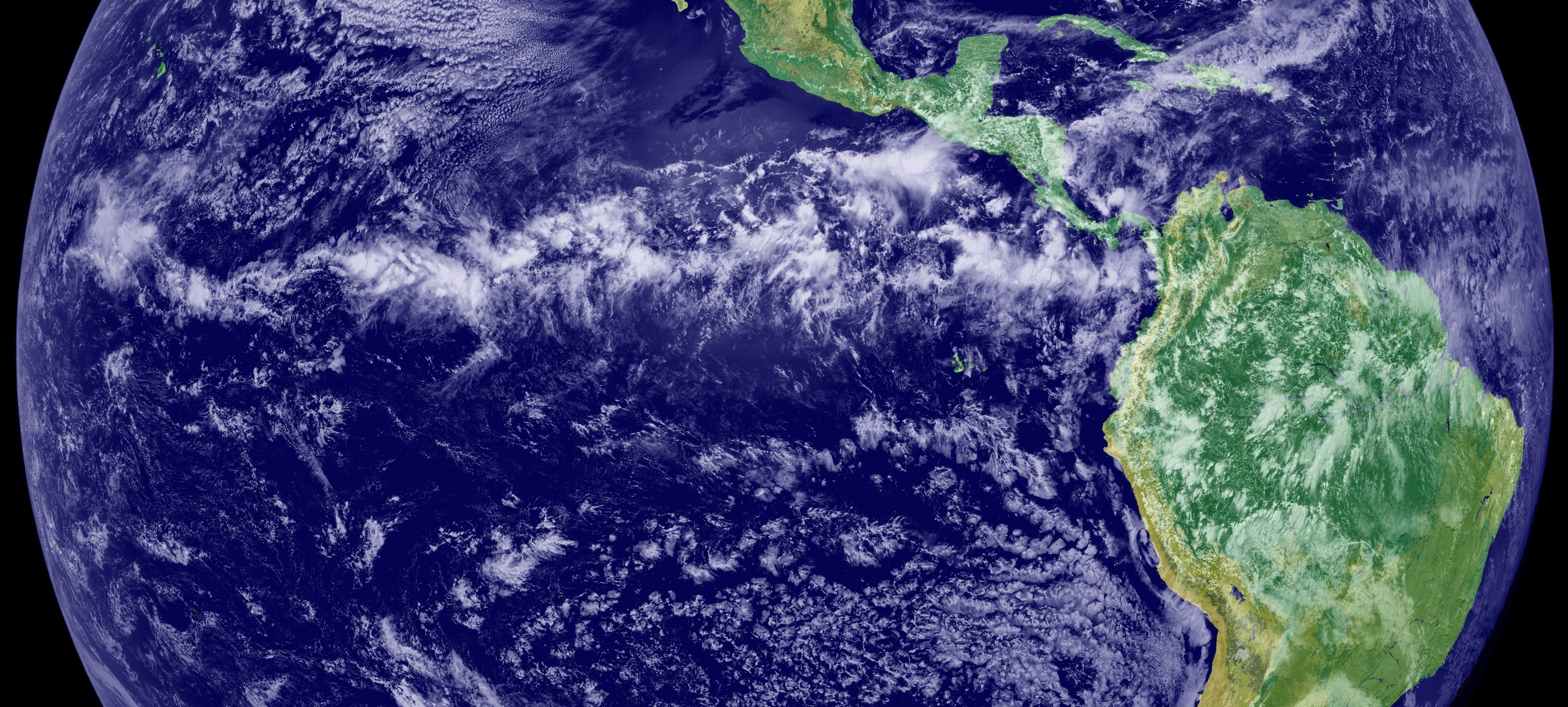
La convergència de vents prop de l'equador dóna lloc a la Zona de Convergència Intertropical, forçant l'aire a pujar i formant la branca ascendent de la circulació Hadley

Els vents alisis de les latituds baixes dels hemisferis nord i sud de la Terra convergeixen l'aire cap a l'equador, produint un cinturó de baixa pressió atmosfèrica que presenta abundants tempestes i pluges abundants coneguda com a Zona de Convergència Intertropical (ITCZ). Aquest moviment de l'aire cap a l'equador prop de la superfície terrestre constitueix la branca inferior de la cèl·lula de Hadley. La posició de l'ITCZ està influenciada per la calor de les temperatures de la superfície del mar (SST) prop de l'equador i la força dels gradients de pressió transequatorial. En general, l'ITCZ es troba prop de l'equador o es desplaça cap a l'hemisferi d'estiu on es troben els SST més càlids. De mitjana anual, la branca creixent de la circulació de Hadley està lleugerament compensada cap a l'hemisferi nord, lluny de l'equador. A causa de la força de Coriolis, els vents alisis es desvien oposats a la direcció de rotació de la Terra, bufant parcialment cap a l'oest en lloc de directament cap a l'equador als dos hemisferis. La branca inferior acumula humitat resultant de l'evaporació als oceans tropicals de la Terra. Un ambient més càlid i vents convergents obliguen l'aire humit a ascendir prop de l'equador, donant lloc a la branca ascendent de la cèl·lula de Hadley. El moviment ascendent es veu millorat encara més per l'alliberament de calor latent, ja que l'elevació de l'aire humit dóna lloc a una banda equatorial de condensació i precipitació. La branca ascendent de la circulació de Hadley es produeix principalment en tempestes que ocupen només al voltant de l'1% de la superfície dels tròpics. El transport de calor a la branca ascendent de la circulació de Hadley s'aconsegueix de manera més eficient mitjançant torres convectives - núvols cumulonimbus que porten forts corrents ascendents que no es barregen amb l'aire més sec que es troba habitualment a la troposfera mitjana i, per tant, permeten el moviment de l'aire des de la troposfera inferior tropical altament humida. a la troposfera superior. Es necessiten aproximadament entre 1.500 i 5.000 torres convectives diàries a prop de la regió ITCZ per mantenir el transport de calor vertical que mostra la circulació de Hadley.
L'ascens de l'aire s'eleva a la troposfera superior a una altura de 12 a 15 km, després de la qual l'aire divergeix cap a l'exterior des de l'ITCZ i cap als pols. La part superior de la cèl·lula de Hadley es fixa per l'alçada de la tropopausa, ja que l'estratosfera estable de dalt impedeix l'ascens continuat de l'aire. L'aire que sorgeix de les latituds baixes té un moment angular absolut més elevat al voltant de l'eix de rotació de la Terra. La distància entre l'atmosfera i l'eix de la Terra disminueix cap als pols; per conservar el moment angular, les parcel·les d'aire que es mouen cap als pols han d'accelerar cap a l'est. L'efecte Coriolis limita l'extensió cap als pols de la circulació de Hadley, accelerant l'aire en la direcció de la rotació de la Terra i formant un corrent en jet dirigit zonalment en lloc de continuar el flux d'aire cap als pols al límit de cada cèl·lula de Hadley. Tenint en compte només la conservació del moment angular, una part d'aire en repòs al llarg de l'equador s'acceleraria a una velocitat zonal de 134 m/s (480 km/h) quan arribés als 30° de latitud. No obstant això, la turbulència a petita escala al llarg de la travessa de la parcel·la cap als pols i els remolins a gran escala a la latitud mitjana dissipen el moment angular. El corrent en jet associat a la cèl·lula Hadley de l'hemisferi sud és més fort que el seu homòleg nord a causa de la intensitat més forta de la cèl·lula de l'hemisferi sud. Les latituds més fresques i més altes condueixen al refredament de les parcel·les d'aire, la qual cosa fa que l'aire cap als pols finalment descendeixi. Quan es fa una mitjana anual del moviment de l'aire, la branca descendent de la cèl·lula Hadley es troba aproximadament sobre el paral·lel 25 nord i el paral·lel 25 sud. La humitat dels subtròpics és aleshores en part adveccionada cap als pols pels remolins i en part cap a l'equador per la branca inferior de la cèl·lula de Hadley, on més tard és portada cap a l'ITCZ. Tot i que la cèl·lula de Hadley de mitjana zonal s'organitza en quatre branques principals, aquestes branques són agregacions de fluxos d'aire més concentrats i regions de transport massiu.
Diverses teories i models físics han intentat explicar l'amplada latitudinal de la cèl·lula de Hadley. El model de Held-Hou proporciona una restricció teòrica sobre l'extensió meridional de les cèl·lules de Hadley. En assumir una atmosfera simplificada composta per una capa inferior subjecta a fricció de la superfície terrestre i una capa superior lliure de fricció, el model prediu que la circulació de Hadley es limitaria a 2.500 km de l'equador si les parcel·les no tenen escalfament net dins de la circulació. Segons el model Held–Hou, la latitud de la vora {\displaystyle \phi } de la cèl·lula de Hadley s'escala segons
{\displaystyle \phi \propto {\sqrt {\frac {g\Delta \theta H_{t}}{\Omega ^{2}a^{2}\theta _{0}}}}}
on {\displaystyle \Delta \theta } és la diferència de temperatura potencial entre l'equador i el pol en equilibri radiatiu, {\displaystyle H_{t}} és l'alçada de la tropopausa, {\displaystyle \Omega } és la velocitat de rotació de la Terra, i {\displaystyle \theta _{0}} és una temperatura potencial de referència. Altres models compatibles suposen que l'amplada de la cèl·lula Hadley pot escalar amb altres paràmetres físics com la freqüència mitjana vertical de Brunt-Väisälä a la troposfera o la taxa de creixement de les ones baroclíniques vessades per la cèl·lula.

### Estacionalitat i variabilitat

Funció de flux de Stokes (mitjana anual i mensual) basada en els valors 1991-2020 de la reanàlisi NCEP/NCAR; les cèl·lules de Hadley són les dues cèl·lules en contrarotació adjacents a l'equador

La circulació de Hadley varia considerablement amb els canvis estacionals. Al voltant de l'equinocci durant la primavera i la tardor, tant per a l'hemisferi nord com per a l'hemisferi sud, la circulació de Hadley pren la forma de dues cèl·lules de Hadley relativament més febles als dos hemisferis, que comparteixen una regió comuna d'ascens sobre l'ITCZ i mou l'aire cap a l'hemisferi respectiu de cada cèl·lula. No obstant això, més a prop dels solsticis, la circulació de Hadley passa a una cèl·lula de Hadley més singular i més forta transequatorial amb aire que puja a l'hemisferi d'estiu i baixa àmpliament a l'hemisferi d'hivern. La transició entre la configuració de dues cèl·lules i la d'una cèl·lula és brusca, i durant la major part de l'any la circulació de Hadley es caracteritza per una única cèl·lula de Hadley dominant que transporta aire a través de l'equador. En aquesta configuració, la branca ascendent es troba a les latituds tropicals de l'hemisferi d'estiu més càlid i la branca descendent es situa als subtròpics de l'hemisferi d'hivern més fresc. Encara hi ha dues cèl·lules a cada hemisferi, tot i que la cèl·lula de l'hemisferi d'hivern es fa molt més prominent mentre que la cèl·lula de l'hemisferi d'estiu es desplaça cap al pol. La intensificació de la cèl·lula de l'hemisferi d'hivern s'associa amb una accentuació dels gradients d'altura geopotencial, que condueix a una acceleració dels vents alisis i fluxos meridionals més forts. La presència de continents relaxa els gradients de temperatura a l'hemisferi d'estiu, accentuant el contrast entre les cèl·lules de Hadley hemisfèriques. Les dades de reanàlisi de 1979 a 2001 van indicar que la cèl·lula de Hadley dominant a l'estiu boreal s'estenia de 13° S a 31° N de mitjana. Tant als hiverns boreals com australs, l'oceà Índic i l'oceà Pacífic occidental contribueixen més als moviments de pujada i enfonsament de la circulació Hadley de mitjana zonal. Tanmateix, els fluxos verticals sobre Àfrica i Amèrica són més marcats a l'hivern boreal..
A escales temporals interanuals més llargues, les variacions en la circulació de Hadley s'associen amb variacions en El Niño-Oscil·lació del Sud (ENSO), que afecta el posicionament de la branca ascendent; la resposta de la circulació a ENSO és no lineal, amb una resposta més marcada als esdeveniments d'El Niño que als esdeveniments de La Niña. Durant El Niño, la circulació de Hadley s'enforteix a causa de l'augment de la calor de la troposfera superior sobre el Pacífic tropical i la intensificació resultant del flux cap als pols. Tanmateix, aquests canvis no són asimètrics; durant els mateixos esdeveniments, les cèl·lules de Hadley sobre el Pacífic occidental i l'Atlàntic es veuen debilitats. Durant El Niño Atlàntic, la circulació sobre l'Atlàntic s'intensifica. La circulació atlàntica també es millora durant els períodes en què l'oscil·lació de l'Atlàntic Nord és fortament positiva. La variació de la circulació de Hadley amb la mitjana estacional i la mitjana anual d'un any a l'altre s'explica en gran manera per dos modes d'oscil·lació juxtaposats: un mode simètric equatorial caracteritzat per una sola cèl·lula a cavall de l'equador i un mode simètric equatorial caracteritzat per dues cèl·lules a cada costat de l'equador.

### Energia i transport

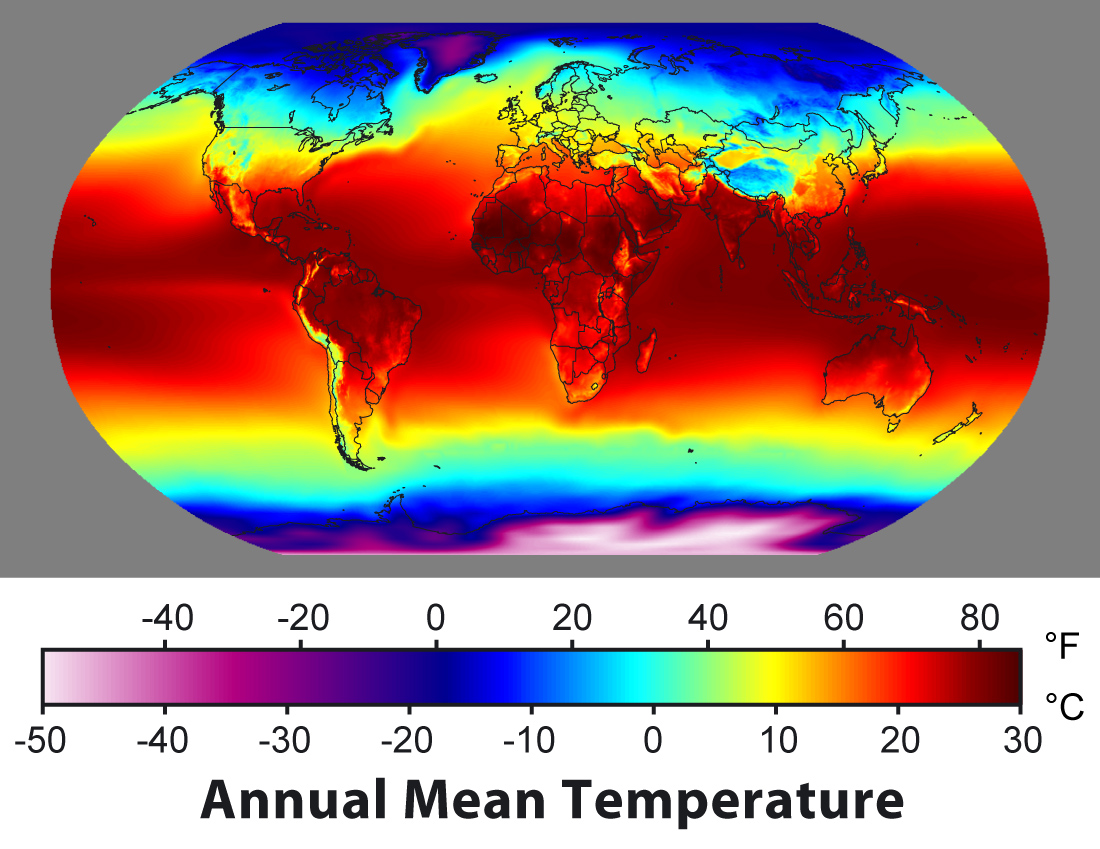
La cèl·lula de Hadley redistribueix la calor, contrarestant l'escalfament desigual de la Terra

La cèl·lula de Hadley és un mecanisme important pel qual la humitat i l'energia es transporten tant entre els tròpics i subtròpics com entre els hemisferis nord i sud. Tanmateix, no és un transportador eficient d'energia a causa dels fluxos oposats de la branca inferior i superior, amb la branca inferior transportant calor sensible i latent cap a l'equador i la branca superior transportant energia potencial cap al pol. El transport net d'energia resultant cap al pol representa al voltant del 10 % del transport total d'energia implicat a la cèl·lula Hadley. La branca descendent de la cèl·lula de Hadley genera cels clars i un excedent d'evaporació en relació amb la precipitació als subtròpics. La branca inferior de la circulació de Hadley realitza la major part del transport de l'excés de vapor d'aigua acumulat a l'atmosfera subtropical cap a la regió equatorial. La forta cèl·lula Hadley de l'hemisferi sud amb relació a la seva contrapart nord condueix a un petit transport net d'energia des de l'hemisferi nord a l'hemisferi sud; com a resultat, el transport d'energia a l'equador es dirigeix cap al sud de mitjana, amb un transport net anual d'uns 0,1 PW. En contrast amb les latituds més altes on els remolins són el mecanisme dominant per transportar l'energia cap als pols, els fluxos meridionals imposats per la circulació de Hadley són el mecanisme principal per al transport d'energia cap als pols als tròpics. Com a circulació tèrmicament directa, la circulació Hadley converteix l'energia potencial disponible en l'energia cinètica dels vents horitzontals. D'acord amb les dades de gener de 1979 i desembre de 2010, la circulació de Hadley té una potència mitjana de 198 TW, amb màxims al gener i agost i mínims al maig i octubre. Tot i que l'estabilitat de la tropopausa limita en gran manera el moviment de l'aire de la troposfera a l'estratosfera, una mica d'aire troposfèric penetra a l'estratosfera a través de les cèl·lules de Hadley.

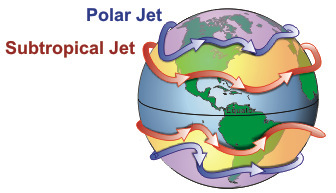
Les ones baroclíniques que es desenvolupen al llarg del corrent en jet subtropical als límits polars de les cèl·lules de Hadley transporten energia cap als pols

La circulació de Hadley es pot idealitzar com un motor tèrmic que converteix l'energia tèrmica en energia mecànica. A mesura que l'aire es mou cap a l'equador prop de la superfície de la Terra, acumula entropia de la superfície ja sigui per escalfament directe o pel flux de calor sensible o latent. A la branca ascendent d'una cèl·lula de Hadley, l'ascens de l'aire és aproximadament un procés adiabàtic respecte a l'entorn circumdant. Tanmateix, a mesura que les parcel·les d'aire es mouen cap a l'equador a la branca superior de la cèl·lula, perden entropia en irradiar calor a l'espai a longituds d'ona infraroja i descendeixen en resposta. Aquest refredament radiatiu es produeix a una velocitat d'almenys 60  W m−2 i pot superar els 100 W m−2 a l'hivern. La calor acumulada durant la branca cap a l'equador de la circulació és més gran que la calor perduda a la branca superior cap al pol; l'excés de calor es converteix en l'energia mecànica que impulsa el moviment de l'aire. Aquesta diferència d'escalfament també fa que la circulació de Hadley transporti la calor cap als pols, ja que l'aire que subministra la branca superior de la cèl·lula Hadley té una energia estàtica humida més gran que l'aire que subministra la branca inferior de la cèl·lula. Dins de l'atmosfera terrestre, l'escala de temps en què les parcel·les d'aire perden calor a causa del refredament radiatiu i l'escala de temps en què l'aire es mou al llarg de la circulació de Hadley són d'ordres de magnitud similars, permetent que la circulació de Hadley transporti calor malgrat el refredament a la branca superior de la circulació. L'aire amb una temperatura potencial alta es mou cap als pols a la troposfera superior mentre que l'aire amb una temperatura potencial més baixa es porta cap a l'equador a prop de la superfície. Com a resultat, la circulació de Hadley és un mecanisme pel qual el desequilibri produït per l'escalfament desigual de la Terra es porta a l'equilibri. Quan es considera un motor tèrmic, l'eficiència termodinàmica de la circulació de Hadley va ser de mitjana al voltant del 2,6 % entre 1979 i 2010, amb una petita variabilitat estacional.
La circulació de Hadley també transporta el moment angular planetari cap als pols a causa de la rotació de la Terra. Com que els vents alisis es dirigeixen oposats a la rotació de la Terra, el moment angular cap a l'est es transfereix a l'atmosfera mitjançant la interacció de fricció entre els vents i la topografia. Aleshores, la cèl·lula de Hadley transfereix aquest moment angular a través de les seves branques cap amunt i cap al pol. La branca cap al pol s'accelera i es desvia cap a l'est tant a l'hemisferi nord com a l'hemisferi sud a causa de la força de Coriolis i la conservació del moment angular, donant lloc a un corrent en jet zonal per sobre de la branca descendent de la cèl·lula de Hadley. La formació d'aquest corrent en jet implica l'existència d'un equilibri tèrmic del vent recolzat per l'amplificació dels gradients de temperatura a les proximitats del corrent en jet com a resultat de l'advecció de calor cap als pols de la circulació de Hadley. La corrent en jet subtropical de la troposfera superior coincideix amb el lloc on la cèl·lula de Hadley es troba amb la cèl·lula de Ferrell. La forta cisalla del vent que acompanya el corrent en jet presenta una important font d'inestabilitat baroclínica a partir de la qual creixen les ones; el creixement d'aquestes ones transfereix calor i impuls cap als pols. Els remolins atmosfèrics extreuen el moment angular de l'oest de la cèl·lula de Hadley i el transporten cap avall, donant lloc als vents de l'oest de latitud mitjana.

## Formulació i descobriment
L'estructura i el mecanisme amplis de la circulació de Hadley, que inclouen cèl·lules convectives que mouen l'aire a causa de les diferències de temperatura d'una manera influenciada per la rotació de la Terra, van ser proposats per primera vegada per Edmond Halley el 1685 i George Hadley el 1735. Hadley havia intentat explicar el mecanisme físic per als vents alisis i els de ponent; la circulació de Hadley i les cèl·lules de Hadley reben el nom en honor al seu treball pioner. Encara que les idees de Hadley invocaven conceptes físics que no es formalitzaran fins molt després de la seva mort, el seu model era en gran part qualitatiu i sense rigor matemàtic. La formulació de Hadley va ser reconeguda més tard per la majoria dels meteoròlegs a la dècada del 1920 com una simplificació de processos atmosfèrics més complicats. La circulació de Hadley pot haver estat el primer intent d'explicar la distribució global dels vents a l'atmosfera terrestre mitjançant processos físics. Tanmateix, la hipòtesi de Hadley no es podria verificar sense observacions de vents a l'atmosfera superior. Les dades recollides per radiosondes rutinàries a partir de mitjans del segle xx van confirmar l'existència de la circulació Hadley.

### Primeres explicacions dels vents alisis

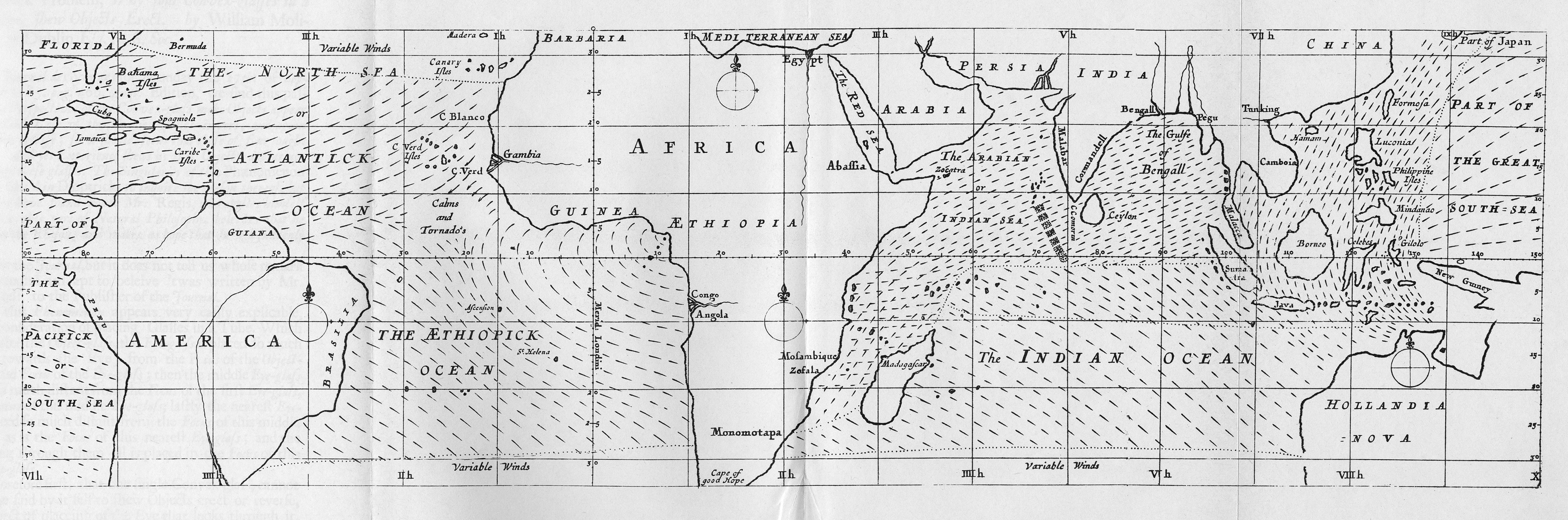
Els intents d'explicar els vents alisis estaven motivats per la seva fermesa i importància per al comerç marítim

Als segles xv i xvi, l'observació de les condicions meteorològiques marítimes va tenir una importància considerable per al transport marítim. Les recopilacions d'aquestes observacions van mostrar condicions meteorològiques consistents d'any en any i una variabilitat estacional significativa. La prevalença de les condicions seques i els vents febles al voltant dels 30° de latitud i els vents alisis cap a l'equador més a prop de l'equador, reflectits als hemisferis nord i sud, es va fer evident el 1600. Els primers esforços dels científics per explicar aspectes dels patrons de vent globals sovint es van centrar en es va suposar que els vents alisis com la fermesa dels vents presagiaven un mecanisme físic senzill. Galileo Galilei va proposar que els vents alisis van ser el resultat del fet que l'atmosfera es quedava per darrere de la velocitat de rotació tangencial més ràpida de la Terra a les latituds baixes, donant lloc a les transaccions cap a l'oest dirigides oposades a la rotació de la Terra.
L'any 1685, el polímata anglès Edmund Halley va proposar en un debat organitzat per la Royal Society que els vents alisis resultaven de les diferències de temperatura d'est a oest produïdes al llarg d'un dia als tròpics. En el model de Halley, a mesura que la Terra girava, la ubicació del màxim escalfament del Sol es va moure cap a l'oest a través de la superfície de la Terra. Això faria que l'aire pugés, i per la conservació de la massa, Halley va argumentar que l'aire es traslladaria a la regió d'aire evacuat, generant els vents alisis. La hipòtesi d'Halley va ser criticada pels seus amics, que van assenyalar que el seu model portaria a canviar la direcció del vent al llarg d'un dia en lloc dels vents alisis constants. Halley va reconèixer en correspondència personal amb John Wallis que «El vostre qüestionament de la meva hipòtesi per resoldre els vents alisis em fa menys confiat de la seva veritat». No obstant això, la formulació de Halley es va incorporar a Chambers's Encyclopaedia i La Grande Encyclopédie, convertint-se en l'explicació més coneguda dels vents alisis fins a principis del segle xix. Tot i que la seva explicació dels vents alisis era incorrecta, Halley va predir correctament que els vents alisis de la superfície haurien d'anar acompanyats d'un flux oposat a l'altura després de la conservació de la massa.

### L'explicació de George Hadley

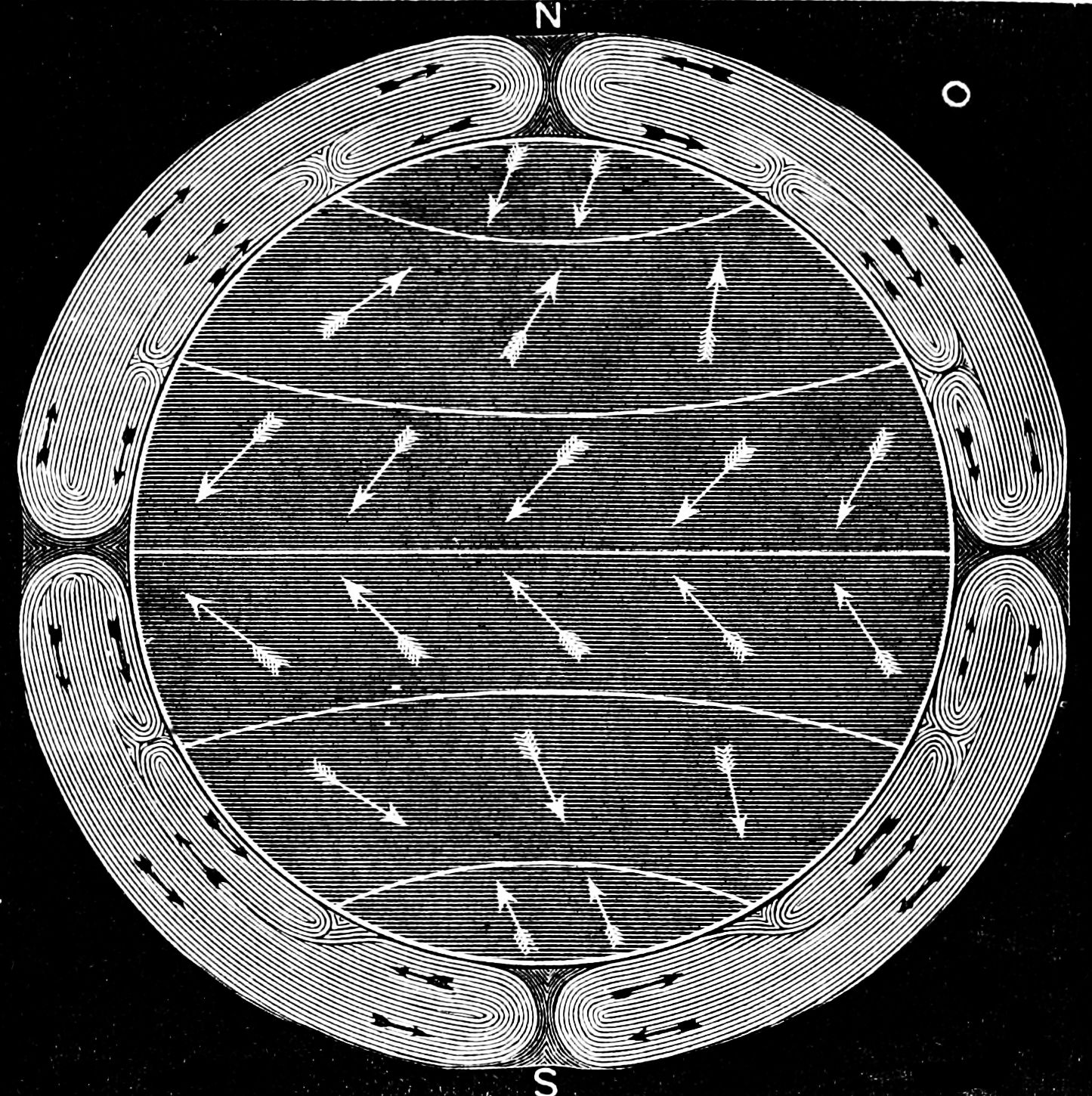
La concepció de Hadley de la circulació atmosfèrica implicava grans circulacions que abasten l'hemisferi

No satisfet amb les explicacions anteriors per als vents alisis, George Hadley va proposar un mecanisme alternatiu el 1735. La hipòtesi de Hadley es va publicar a l'article On the Cause of the General Trade Winds (Sobre la causa dels vents alisis generals) a Philosophical Transactions of the Royal Society. Igual que Halley, l'explicació de Hadley considerava els vents alisis com una manifestació de l'aire que es movia per substituir l'aire càlid ascendent. No obstant això, la regió d'aire ascendent que va provocar aquest flux es trobava al llarg de les latituds més baixes. Entenent que la velocitat de rotació tangencial de la Terra era més ràpida a l'equador i s'alentirà més cap als pols, Hadley va conjecturar que, a mesura que l'aire amb menor impuls de latituds més altes es mogués cap a l'equador per reemplaçar l'aire ascendent, conservaria el seu impuls i, per tant, es corba cap a l'oest. De la mateixa manera, l'aire ascendent amb més impuls s'estendria cap als pols, corbant-se cap a l'est i després enfonsant-se a mesura que es refredava per produir vents de l'oest a les latituds mitjanes. L'explicació de Hadley implicava l'existència de cèl·lules de circulació que abasten l'hemisferi als hemisferis nord i sud que s'estenen des de l'equador fins als pols, tot i que es basava en una idealització de l'atmosfera terrestre que no tenia estacionalitat ni les asimetries dels oceans i continents. El seu model també va predir vents alisis de l'est ràpids d'uns 37 m/s (130 km/h), tot i que va argumentar que l'acció de la fricció de la superfície al llarg d'uns dies va frenar l'aire a les velocitats del vent observades. Colin Maclaurin va estendre el model de Hadley a l'oceà el 1740, afirmant que els corrents oceànics meridionals estaven subjectes a desviacions similars cap a l'oest o l'est.
Hadley no estava àmpliament associat amb la seva teoria a causa de la combinació amb el seu germà gran, John Hadley, i Halley; la seva teoria no va aconseguir molta tracció a la comunitat científica durant més d'un segle a causa de la seva explicació poc intuïtiva i la manca d'observacions validadores. Diversos altres filòsofs naturals van enviar de manera independent explicacions sobre la distribució global dels vents poc després de la proposta de Hadley de 1735. El 1746, Jean le Rond d'Alembert va proporcionar una formulació matemàtica per als vents globals, però va ignorar l'escalfament solar i va atribuir els vents als efectes gravitatoris del Sol i la Lluna. Immanuel Kant, també insatisfet amb l'explicació de Halley sobre els vents alisis, va publicar una explicació sobre els vents alisis i de l'oest el 1756 amb un raonament similar al de Hadley. A la darrera part del segle xviii, Pierre-Simon Laplace va desenvolupar un conjunt d'equacions que estableixen una influència directa de la rotació de la Terra en la direcció del vent. El científic suís Jean-André Deluc va publicar una explicació dels vents alisis el 1787 semblant a la hipòtesi de Hadley, connectant l'escalfament diferencial i la rotació de la Terra amb la direcció dels vents.
El químic anglès John Dalton va ser el primer a acreditar clarament l'explicació de Hadley sobre els vents alisis a George Hadley, esmentant el treball de Hadley en el seu llibre de 1793 Meteorological Observations and Essays. El 1837, Philosophical Magazine va publicar una nova teoria dels corrents de vent desenvolupada per Heinrich Wilhelm Dove sense fer referència a Hadley, però explicant de manera similar la direcció dels vents alisis com a influència de la rotació de la Terra. En resposta, Dalton més tard va escriure una carta al director a la revista promocionant el treball de Hadley. Posteriorment, Dove va acreditar a Hadley amb tanta freqüència que la teoria general es va conèixer com el «principi de Hadley-Dove», popularitzant l'explicació de Hadley sobre els vents alisis a Alemanya i Gran Bretanya.

### Crítica de l'explicació de Hadley

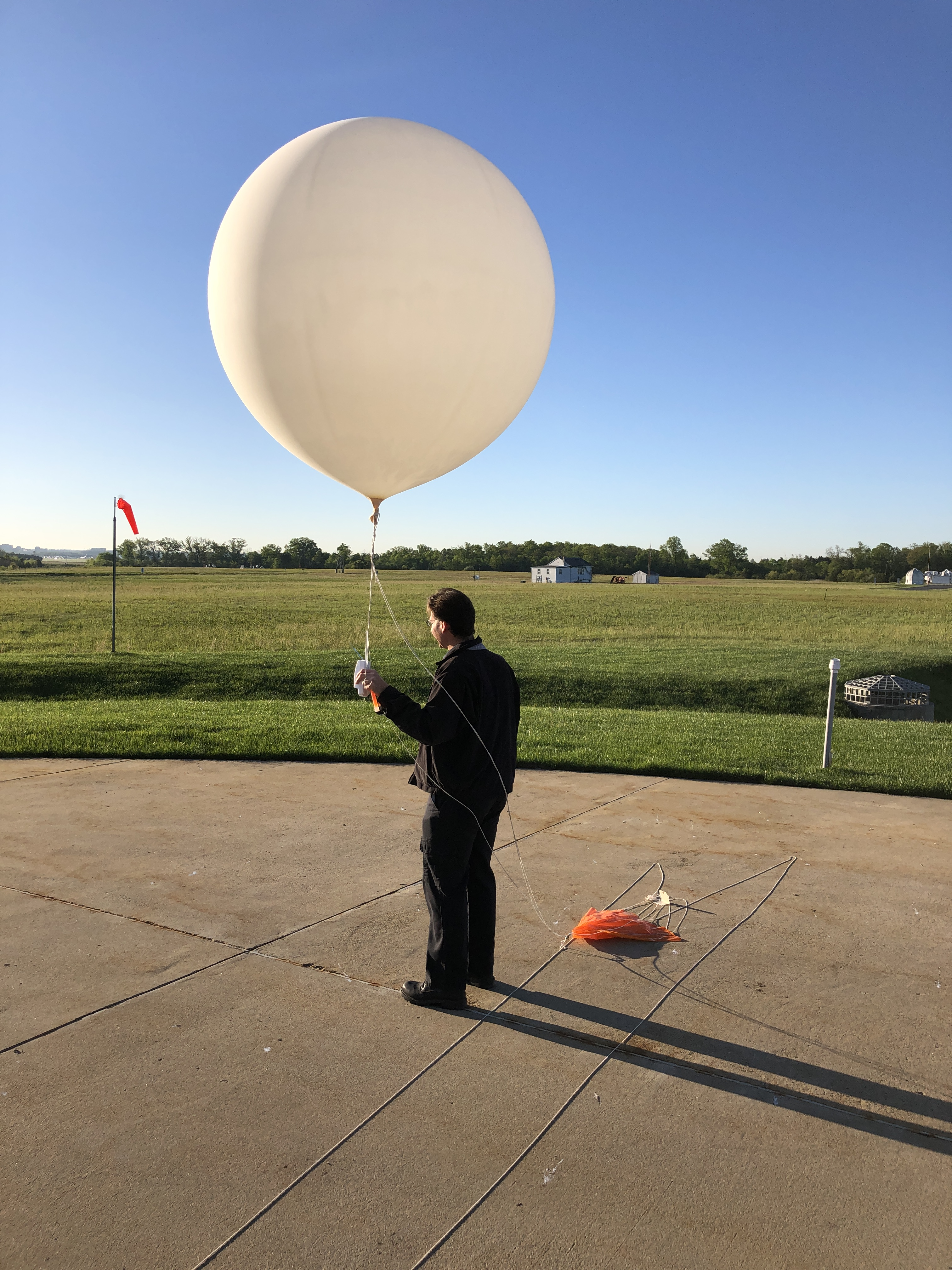
Les mostres rutinàries de radiosonda de la troposfera superior a partir del van proporcionar la primera evidència observacional directa de la circulació de Hadley

El treball de Gustave de Coriolis, William Ferrel, Jean Bernard Foucault i Henrik Mohn al segle xix va ajudar a establir la força de Coriolis com el mecanisme per a la desviació dels vents a causa de la rotació de la Terra, posant èmfasi en la conservació del moment angular en la direcció dels fluxos en lloc de la conservació del moment lineal com va suggerir Hadley; la suposició de Hadley va portar a una subestimació de la desviació per un factor de dos. L'acceptació de la força de Coriolis en la configuració dels vents globals va provocar un debat entre els científics atmosfèrics alemanys a partir de la dècada del 1870 sobre la integritat i validesa de l'explicació de Hadley, que explicava de manera estreta el comportament dels moviments inicialment meridionals. L'ús de Hadley de la fricció superficial per explicar per què els vents alisis eren molt més lents del que la seva teoria prediria es va veure com una debilitat clau en les seves idees. Els moviments cap al sud-oest observats als núvols cirrus al voltant dels 30° N van descomptar encara més la teoria de Hadley, ja que el seu moviment era molt més lent del que prediria la teoria quan es té en compte la conservació del moment angular. L'any 1899, William Morris Davis, professor de geografia física a la Universitat Harvard, va pronunciar un discurs a la Royal Meteorological Society criticant la teoria de Hadley pel fet de no tenir en compte la transició d'un flux inicialment desequilibrat a l'equilibri geostròfic. Davis i altres meteoròlegs del segle xx van reconèixer que el moviment de les parcel·les d'aire al llarg de la circulació prevista per Hadley es va sostenir per una interacció constant entre el gradient de pressió i les forces de Coriolis més que per la conservació del moment angular. En última instància, mentre que la comunitat científica atmosfèrica considerava vàlides les idees generals del principi de Hadley, la seva explicació es va veure com una simplificació de processos físics més complexos.
El model de Hadley de la circulació atmosfèrica global que es caracteritza per cèl·lules de circulació a tot l'hemisferi també va ser desafiat per observacions meteorològiques que mostraven una zona d'alta pressió als subtròpics i un cinturó de baixa pressió al voltant dels 60° de latitud. Aquesta distribució de pressió implicaria un flux cap a pols a prop de la superfície a les latituds mitjanes en lloc d'un flux cap a l'equador implicat per les cèl·lules previstes de Hadley. Ferrel i James Thomson van conciliar més tard el patró de pressió amb el model de Hadley proposant una cèl·lula de circulació limitada a altituds més baixes a les latituds mitjanes i enclavada dins de les cèl·lules de Hadley més àmplies i amples de l'hemisferi. Carl-Gustaf Rossby va proposar el 1947 que la circulació de Hadley es limitava als tròpics, formant una part d'un flux meridional multicel·lular impulsat dinàmicament. El model de Rossby s'assemblava al d'un model tricel·lular similar desenvolupat per Ferrel el 1860.

### Observació directa
El model tricel·lular de la circulació atmosfèrica global, amb la circulació concebuda per Hadley com a component tropical, havia estat àmpliament acceptat per la comunitat meteorològica a principis del segle xx. Tanmateix, l'existència de la cèl·lula de Hadley només es va validar per observacions meteorològiques prop de la superfície, i les seves prediccions de vents a la troposfera superior van romandre sense provar. El mostreig rutinari de la troposfera superior per radiosondes que va sorgir a mitjans del segle xx va confirmar l'existència de cèl·lules de retorn meridional a l'atmosfera.

## Influència en el clima

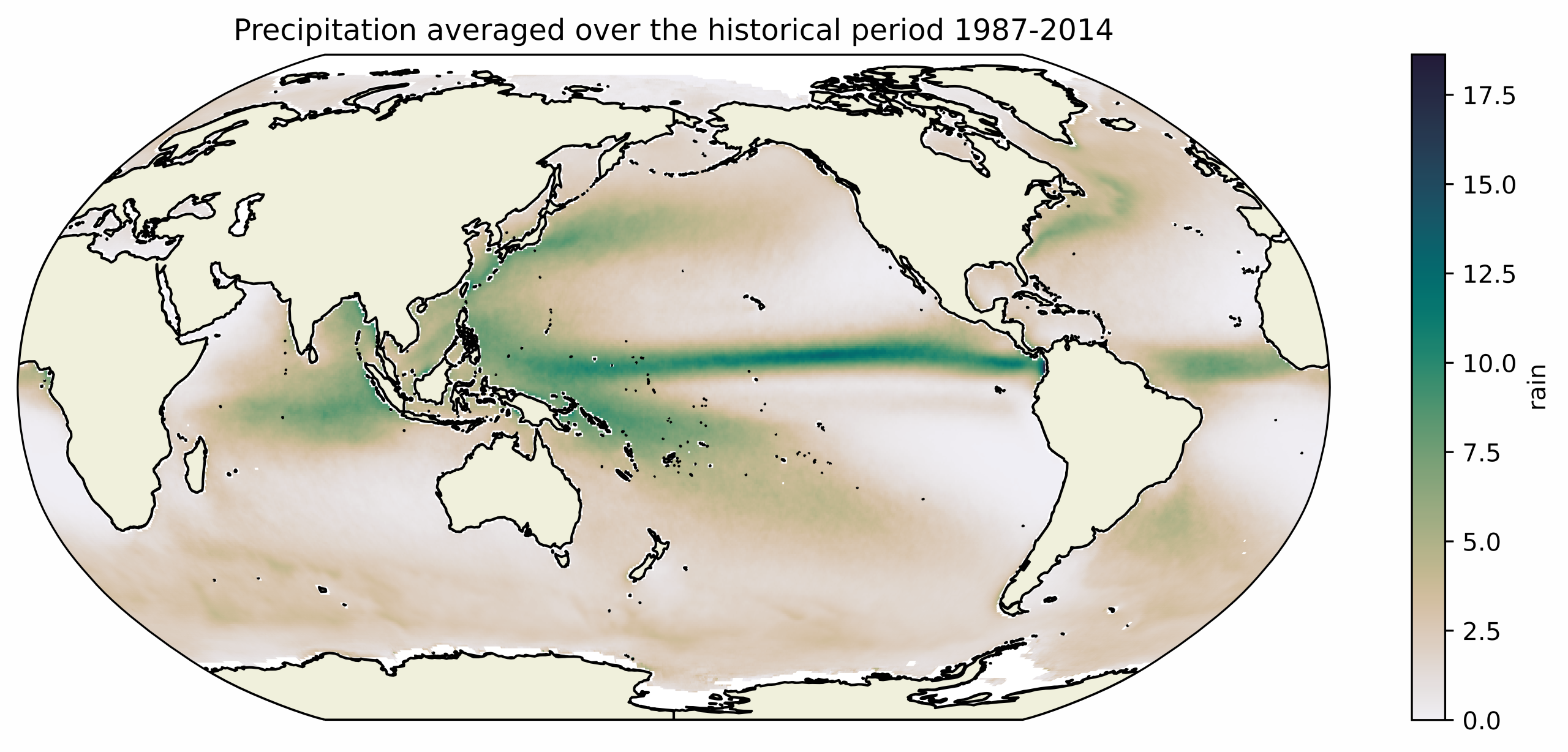
La distribució global de la precipitació als tròpics està fortament influenciada per la circulació de Hadley

La circulació de Hadley és una de les influències més importants sobre el clima global i l'habitabilitat planetària, així com un important transportador de moment angular, calor i vapor d'aigua. Les cèl·lules de Hadley aplanen el gradient de temperatura entre l'equador i els pols, fent que els extratròpics siguin més suaus. El patró de precipitació global d'alta precipitació als tròpics i la manca de precipitació a latituds més altes és conseqüència de la posició de les branques ascendents i descendents de les cèl·lules de Hadley, respectivament. Prop de l'equador, l'ascens de l'aire humit provoca la precipitació més intensa de la Terra. El moviment periòdic de l'ITCZ i, per tant, la variació estacional de les branques creixents de la circulació de Hadley produeixen els monsons del món. El moviment descendent de l'aire que s'associa amb la branca que s'enfonsa produeix una divergència superficial consistent amb la prominència de les àrees subtropicals d'alta pressió. Aquestes regions semipermanents d'alta pressió es troben principalment sobre l'oceà entre els 20° i els 40° de latitud. Les condicions àrides s'associen amb les branques descendents de la circulació de Hadley, amb molts dels deserts de la Terra i regions semiàrides o àrides subjacents a les branques que s'enfonsen de la circulació de Hadley.
La capa de nuvols marina comuna als subtròpics pot ser sembrada per nuclis de condensació de núvols exportats fora dels tròpics per la circulació de Hadley.

## Efectes del canvi climàtic

### Variabilitat natural
Les reconstruccions paleoclimàtiques dels vents alisis i els patrons de pluja suggereixen que la circulació de Hadley va canviar en resposta a la variabilitat natural del clima. Durant els esdeveniments de Heinrich durant els darrers 100.000 anys, la cèl·lula de Hadley de l'hemisferi nord es va enfortir mentre que la cèl·lula de Hadley de l'hemisferi sud es va debilitar. La variació de la insolació durant l'Holocè mitjà i final va donar lloc a una migració cap al sud de les branques ascendents i descendents de la cèl·lula Hadley de l'hemisferi nord més a prop de les seves posicions actuals. Els anells d'arbres de les latituds mitjanes de l'hemisferi nord suggereixen que la posició històrica de les branques cel·lulars de Hadley també ha canviat en resposta a oscil·lacions més curtes, amb la branca descendent de l'hemisferi nord movent-se cap al sud durant les fases positives d'El Niño-Oscil·lació del Sud i l'oscil·lació decennal del Pacífic, i cap al nord durant les fases negatives corresponents. Les cèl·lules de Hadley van ser desplaçades cap al sud entre 1400 i 1850, alhora que la sequera a parts de l'hemisferi nord.

### Expansió de cèl·lules de Hadley i canvis d'intensitat

#### Tendències observades

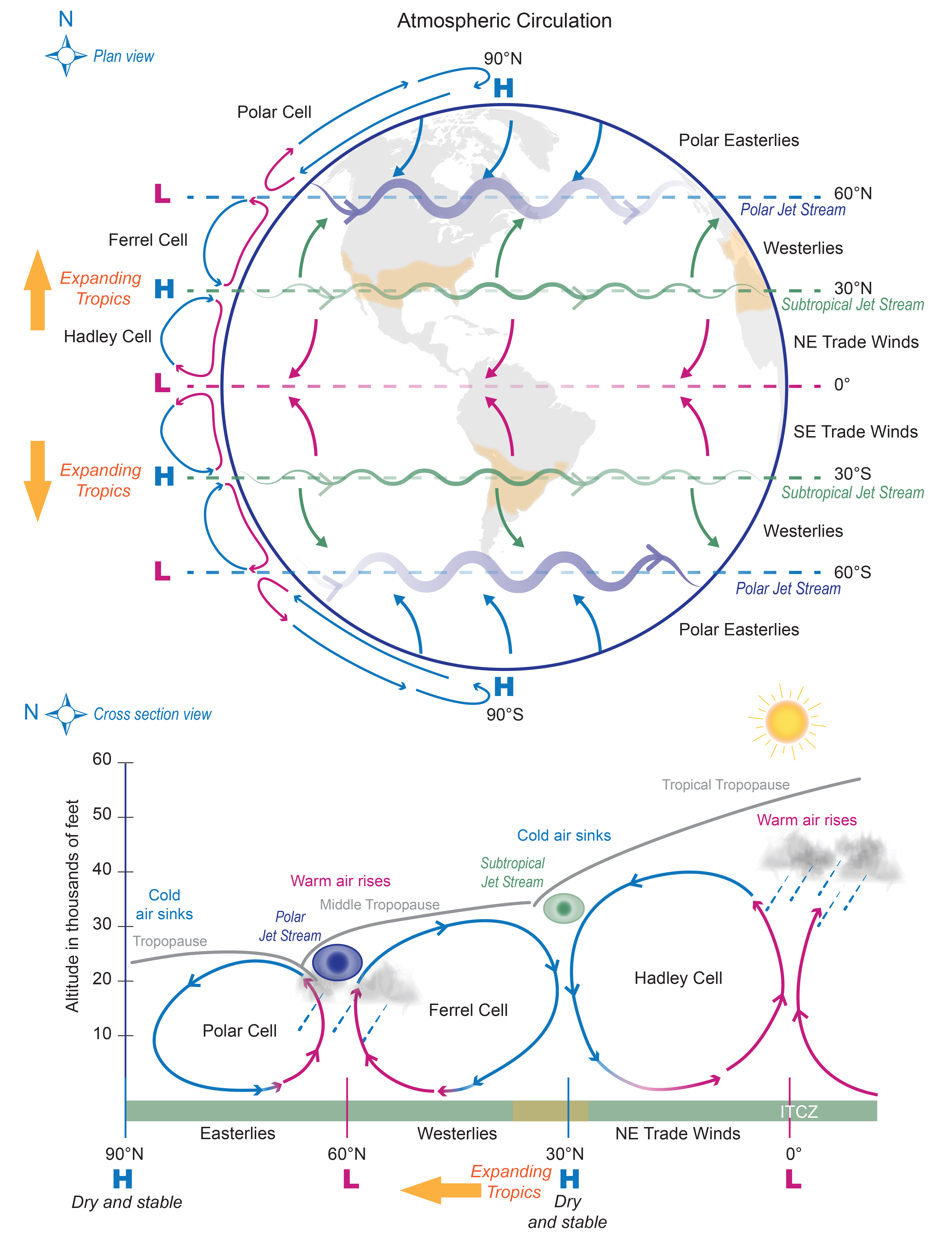
El canvi climàtic ha provocat l'expansió cap als pols de la circulació de Hadley

Segons el Sisè Informe d'Avaluació de l'IPCC (AR6), la circulació de Hadley probablement s'ha expandit des de, almenys, la dècada del 1980 en resposta al canvi climàtic, amb una confiança mitjana en una intensificació acompanyant de la circulació. L'expansió de la circulació global cap als pols d'uns 0,1°-0,5° de latitud per dècada des de la dècada del 1980 s'explica en gran part pel desplaçament cap als pols de la cèl·lula Hadley de l'hemisferi nord, que en la reanàlisi atmosfèrica ha mostrat una expansió més marcada des de 1992. No obstant això, l'AR6 també va informar que la confiança mitjana en l'expansió de la cèl·lula Hadley de l'hemisferi nord es trobava dins del rang de variabilitat interna. En canvi, l'AR6 va avaluar que era probable que l'expansió cap als pols de la cèl·lula Hadley de l'hemisferi sud fos deguda a una influència antròpica; aquesta troballa es va basar en els models climàtics CMIP5 i CMIP6.
Els estudis han produït una àmplia gamma d'estimacions de la taxa d'eixamplament dels tròpics a causa de l'ús de diferents mètriques; les estimacions basades en propietats de la troposfera superior tendeixen a donar un rang més ampli de valors. El grau d'expansió de la circulació varia segons les estacions, amb tendències a l'estiu i a la tardor més grans i estadísticament significatives als dos hemisferis. L'ampliació de la circulació de Hadley també ha donat lloc a una probable ampliació de l'ITCZ des de la dècada del 1970. Les reanàlisis també suggereixen que les cèl·lules de Hadley d'estiu i tardor en ambdós hemisferis s'han ampliat i que la circulació global de Hadley s'ha intensificat des de 1979, amb una intensificació més pronunciada a l'hemisferi nord. Entre 1979 i 2010, l'energia generada per la circulació global de Hadley va augmentar una mitjana de 0,54 TW per any, d'acord amb un augment de l'entrada d'energia a la circulació per l'escalfament de les temperatures de la superfície del mar (SST) sobre els oceans tropicals (com a comparació, la potència total de la circulació de Hadley oscil·la entre 0,5 TW i 218 TW durant tot l'any a l'hemisferi nord i de 32 a 204 TW al sud). A diferència de les reanàlisis, els models climàtics CMIP5 mostren un debilitament de la circulació de Hadley 1979. Per tant, la magnitud dels canvis a llarg termini en la força de la circulació és incerta a causa de la influència de la gran variabilitat interanual i de la mala representació de la distribució de l'alliberament de calor latent en les reanàlisis.
L'expansió de la circulació de Hadley a causa del canvi climàtic és coherent amb el model de Held-Hou, que prediu que l'extensió latitudinal de la circulació és proporcional a l'arrel quadrada de l'altura de la tropopausa. L'escalfament de la troposfera augmenta l'altura de la tropopausa, permetent que la branca superior cap al pol de les cèl·lules de Hadley s'estengui més lluny i condueix a una expansió de les cèl·lules. Els resultats dels models climàtics suggereixen que l'impacte de la variabilitat interna (com ara l'oscil·lació decadal del Pacífic) i la influència antropogènica en l'expansió de la circulació de Hadley des de la dècada del 1980 han estat comparables. La influència humana és més evident en l'expansió de la cèl·lula Hadley de l'hemisferi sud; l'AR6 va avaluar la confiança mitjana en associar l'expansió de la circulació de Hadley als dos hemisferis amb el forçament radiatiu afegit dels gasos d'efecte hivernacle.

#### Mecanismes físics i canvis projectats
Els processos físics pels quals la circulació de Hadley s'expandeix per influència humana no estan clars, però poden estar relacionats amb l'augment de l'escalfament dels subtròpics en relació amb altres latituds tant a l'hemisferi nord com al sud. La calor subtropical millorada podria permetre l'expansió de la circulació cap als pols desplaçant el corrent en jet subtropical i els remolins baroclínics cap als pols. L'expansió cap a pols de la cèl·lula Hadley de l'hemisferi sud a l'estiu austral va ser atribuïda pel Cinquè Informe d'Avaluació de l'IPCC (AR5) a l'esgotament de l'ozó estratosfèric basat en simulacions del model CMIP5, mentre que les simulacions CMIP6 no han mostrat un senyal clar. L'esgotament de l'ozó podria afectar de manera plausible la circulació de Hadley a través de l'augment del refredament radiatiu a l'estratosfera inferior; això augmentaria la velocitat de fase dels remolins baroclínics i els desplaçaria cap als pols, donant lloc a l'expansió de les cèl·lules de Hadley. S'han proposat altres mecanismes impulsats per remolins per expandir les cèl·lules de Hadley, que impliquen canvis en la baroclinitat, trencament d'ones i altres alliberaments d'inestabilitat. Als extratròpics de l'hemisferi nord, l'augment de les concentracions de carboni negre i ozó troposfèric pot ser un força important en l'expansió de les cèl·lules de Hadley d'aquest hemisferi a l'estiu boreal.
Les projeccions dels models climàtics indiquen que un augment continuat de la concentració de gasos d'efecte hivernacle donaria lloc a una ampliació continuada de la circulació de Hadley. Tanmateix, les simulacions que utilitzen dades històriques suggereixen que la força dels gasos d'efecte hivernacle pot suposar uns 0,1° per dècada d'expansió dels tròpics. Tot i que l'ampliació de les cèl·lules de Hadley a causa del canvi climàtic s'ha produït simultàniament amb un augment de la seva intensitat basat en reanàlisis atmosfèriques, les projeccions dels models climàtics generalment mostren una circulació debilitada juntament amb una circulació creixent a finals del segle xxi. Un augment a llarg termini de la concentració de diòxid de carboni pot provocar un debilitament de la circulació de Hadley com a resultat de la reducció del refredament radiatiu a la troposfera prop de les branques que s'enfonsen de la circulació. Tanmateix, els canvis en la circulació oceànica dins dels tròpics poden atenuar els canvis en la intensitat i l'amplada de les cèl·lules de Hadley reduint els contrastos tèrmics.

### Canvis en els patrons meteorològics

Els canvis a la cèl·lula de Hadley a causa del canvi climàtic poden influir en les tendències globals de precipitació

L'expansió de la circulació de Hadley a causa del canvi climàtic està relacionada amb els canvis en els patrons meteorològics regionals i globals. Una ampliació dels tròpics podria desplaçar el cinturó de pluges tropicals, expandir els deserts subtropicals i agreujar els incendis forestals i la sequera. El desplaçament i l'expansió documentats de les dorsals subtropicals s'associen amb canvis en la circulació de Hadley, inclosa una extensió cap a l'oest de l'anticicló subtropical sobre el Pacífic nord-occidental, canvis en la intensitat i posició de l'anticicló de les Açores, i el desplaçament cap als pols i la intensificació del cinturó d'alta pressió subtropical a l'hemisferi sud. Aquests canvis han influït en les quantitats i la variabilitat de les precipitacions regionals, incloses les tendències de sequeres al sud d'Austràlia, el nord-est de la Xina i el nord d'Àsia del Sud. L'AR6 va avaluar proves limitades que l'expansió de la cèl·lula Hadley de l'hemisferi nord podria haver provocat en part condicions més seques als subtròpics i una expansió cap als pols de l'aridesa durant l'estiu boreal. Els canvis de precipitació induïts pels canvis de circulació de Hadley poden provocar canvis en la humitat del sòl regional, amb els models que mostren les disminucions més significatives a la mar Mediterrània, Sud-àfrica i el sud-oest dels Estats Units d'Amèrica. Tanmateix, els efectes concurrents dels canvis en els patrons de temperatura de la superfície sobre la Terra condueixen a incerteses sobre la influència de l'ampliació de les cèl·lules de Hadley en les sequeres a les zones subtropicals.
El modelatge climàtic suggereix que el canvi en la posició dels màxims subtropicals induït per l'ampliació de les cèl·lules de Hadley pot reduir l'aflorament oceànic a latituds baixes i millorar l'aflorament oceànic a latituds altes. L'expansió dels màxims subtropicals juntament amb l'expansió de la circulació també pot comportar una ampliació de les regions oceàniques d'alta salinitat i baixa producció primària marina. Una disminució dels ciclons extratropicals a les regions de la pista de tempestes en les projeccions del model està en part influenciada per l'expansió de les cèl·lules Hadley. Els desplaçaments cap als pols a la circulació de Hadley s'associen amb els canvis en els camins dels ciclons tropicals als hemisferis nord i sud, inclosa una tendència cap als pols als llocs on les tempestes van assolir la seva intensitat màxima.

## Circulacions de Hadley extraterrestres

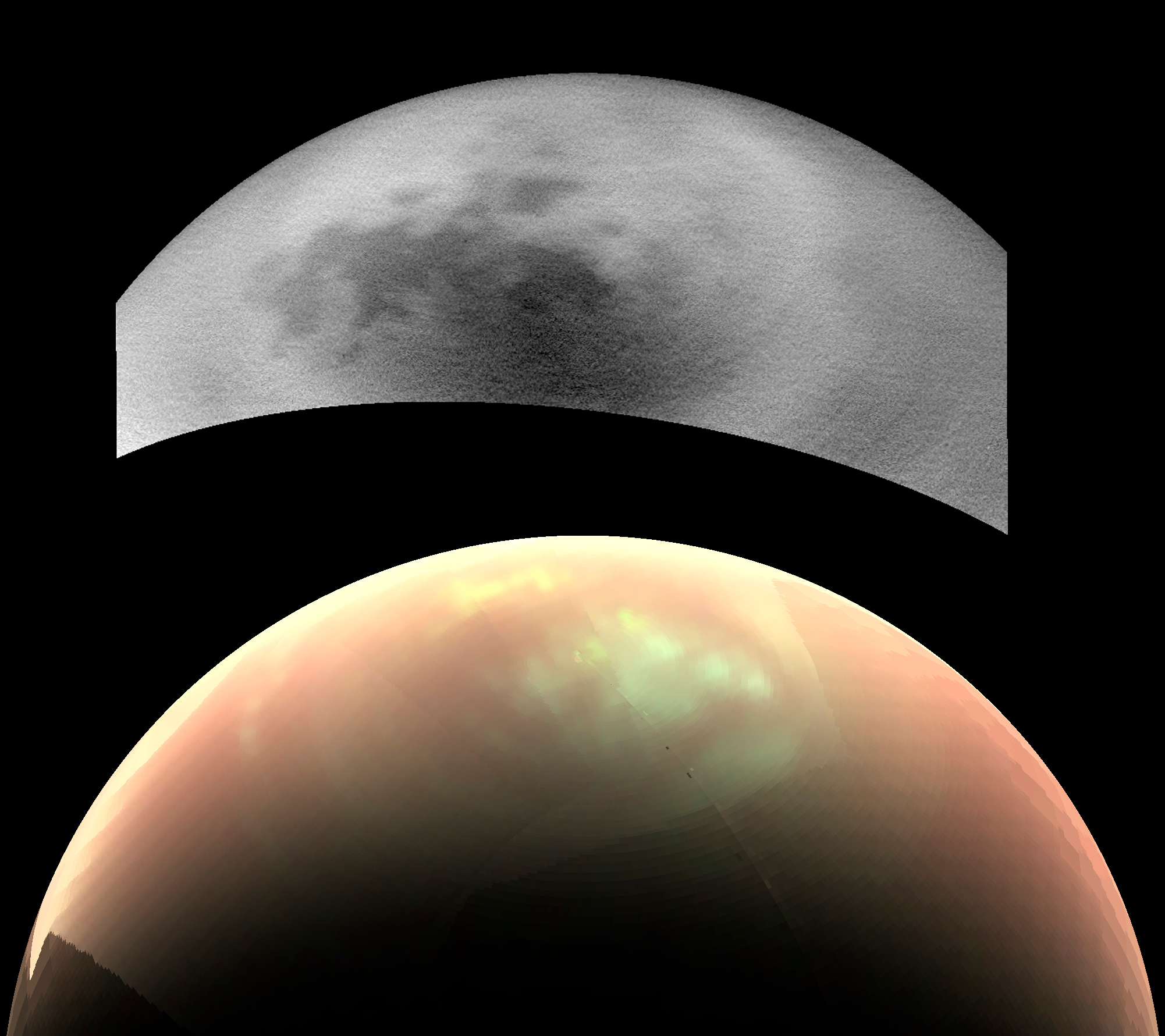
Els planetes o llunes de rotació més lenta, com ara Tità, poden suportar circulacions de Hadley més àmplies amb branques ascendents i convecció més a prop de les regions polars

Fora de la Terra, qualsevol circulació tèrmicament directa que faci circular l'aire meridionalment a través de gradients d'insolació a escala planetària es pot descriure com una circulació de Hadley. Una atmosfera terrestre subjecta a un excés d'escalfament equatorial tendeix a mantenir una circulació Hadley en un eix de simetria amb moviments ascendents prop de l'equador i enfonsant-se a latituds més altes. Es planteja la hipòtesi que l'escalfament diferencial donarà lloc a circulacions de Hadley anàlogues a les de la Terra en altres atmosferes del Sistema Solar, com ara Venus, Mart i Tità. Igual que amb l'atmosfera terrestre, la circulació Hadley seria la circulació meridional dominant per a aquestes atmosferes extraterrestres. Encara que menys enteses, les circulacions de Hadley també poden estar presents als gegants gasosos del Sistema Solar i, en principi, haurien de materialitzar-se en atmosferes exoplanetàries. L'extensió espacial d'una cèl·lula de Hadley a qualsevol atmosfera pot dependre de la velocitat de rotació del planeta o de la lluna, amb una velocitat de rotació més ràpida que condueix a cèl·lules de Hadley més contretes (amb una extensió més restrictiva cap als pols) i una circulació meridional global més cel·lular. La velocitat de rotació més lenta redueix l'efecte Coriolis, reduint així el gradient de temperatura meridional necessari per mantenir un corrent en jet cap als pols de la cèl·lula Hadley i permetent així que la cèl·lula Hadley s'estengui més cap als pols.
Venus, que gira lentament, pot tenir cèl·lules de Hadley que s'estenen més cap als pols que les de la Terra, des de l'equador fins a latituds altes a cadascun dels hemisferis nord i sud. La seva àmplia circulació Hadley mantindria eficaçment la distribució de temperatura gairebé isotèrmica entre el pol i l'equador del planeta i velocitats verticals d'uns 0,5 cm/s. Les observacions de traçadors químics com el monòxid de carboni proporcionen proves indirectes de l'existència de la circulació de Hadley venusiana. Normalment s'entén que la presència de vents cap als pols amb velocitats d'uns 15 m/s (54 km/h) a una altitud de 65 km s'associa amb la branca superior d'una cèl·lula de Hadley, que pot estar situat a 50-65 km per sobre de la superfície venusiana. No s'han mesurat les lentes velocitats verticals associades a la circulació Hadley, tot i que poden haver contribuït a les velocitats verticals mesurades per les missions Vega i Venera. Les cèl·lules de Hadley poden estendre's al voltant dels 60° de latitud, cap a l'equador d'un corrent en jet de latitud mitjana que delimita el límit entre la hipòtesi cèl·lula de Hadley i el vòrtex polar. L'atmosfera del planeta pot presentar dues circulacions Hadley, una a prop de la superfície i l'altra al nivell de la coberta superior del núvol. La circulació de Hadley venusiana pot contribuir a la superrotació de l'atmosfera del planeta.

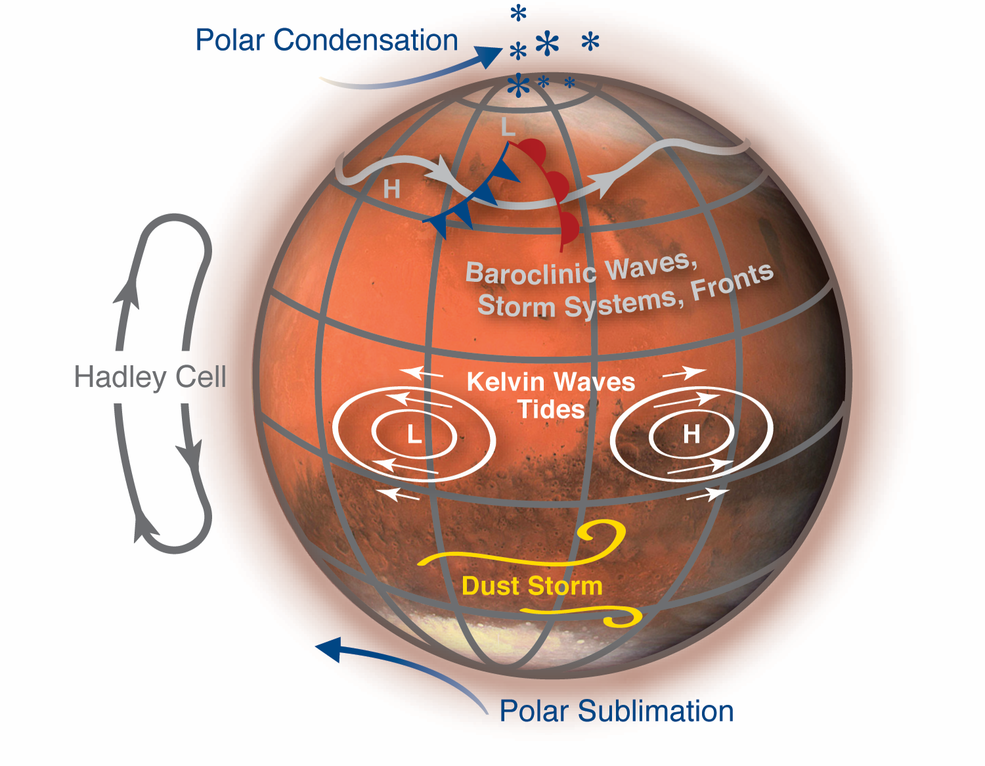
Una circulació de Hadley pot estar present en altres planetes, inclòs Mart

Les simulacions de l'atmosfera marciana suggereixen que també hi ha una circulació Hadley a l'atmosfera de Mart, mostrant una estacionalitat més forta en comparació amb la circulació Hadley de la Terra. Aquesta estacionalitat més gran és el resultat de la disminució de la inèrcia tèrmica com a conseqüència de la manca d'oceà i l'atmosfera més fina del planeta. A més, l'excentricitat orbital de Mart condueix a una cèl·lula de Hadley més forta i àmplia durant el seu hivern al nord en comparació amb el seu hivern al sud. Durant la major part de l'any marcià, quan predomina una única cèl·lula de Hadley, les seves branques ascendents i enfonsades es troben a 30° i 60° de latitud, respectivament, en el modelatge del clima global. Els cims de les cèl·lules de Hadley a Mart poden arribar a una altitud més alta (al voltant de 60 km d'altura) i estar menys definides que a la Terra a causa de la manca d'una tropopausa robusta a Mart. Mentre que l'escalfament latent dels canvis de fase associats a l'aigua impulsa gran part del moviment ascendent a la circulació Hadley de la Terra, l'ascens a la circulació Hadley de Mart pot ser impulsat per l'escalfament radiatiu de la pols elevada i intensificat per la condensació de diòxid de carboni prop de la capa de gel polar de Mart de l'hemisferi hivernal, augmentant gradients de pressió. Al llarg de l'any marcià, el flux de massa de la circulació de Hadley oscil·la entre 109 kg s−1 durant els equinoccis i 1010 kg s−1 als solsticis.
Una circulació de Hadley també pot estar present a l'atmosfera de Tità, la lluna de Saturn. Igual que Venus, la velocitat de rotació lenta de Tità pot suportar una circulació Hadley espacialment àmplia. El modelatge de circulació general de l'atmosfera de Tità suggereix la presència d'una cèl·lula de Hadley transequatorial. Aquesta configuració és coherent amb els vents meridionals observats per la nau espacial Huygens quan va aterrar prop de l'equador de Tità. Durant els solsticis de Tità, la seva circulació de Hadley pot prendre la forma d'una sola cèl·lula de Hadley que s'estén de pol a pol, amb gas càlid que puja a l'hemisferi d'estiu i s'enfonsa a l'hemisferi d'hivern. Una configuració de dues cèl·lules amb ascens a prop de l'equador està present en el modelatge durant un període de transició limitat a prop dels equinoccis. La distribució dels núvols de metà convectius a Tità i les observacions de la nau espacial Huygens suggereixen que la branca creixent de la seva circulació Hadley es produeix a les latituds mitjanes del seu hemisferi d'estiu. La formació freqüent de núvols es produeix a 40° de latitud a l'hemisferi d'estiu de Tità des d'un ascens anàleg a l'ITCZ de la Terra.